# 北屯上天宮
北屯上天宮，（亦稱老五媽廟），是位於臺灣臺中市北屯區太原路三段405號的一座媽祖廟，是一座道教的媽祖廟，主祀天上聖母（老五媽），為臺中市北屯地區民眾信仰寄託中心之一。

## 沿革
台中市北屯上天宮主祀老五媽，這是老五媽會北屯角之會員所建的廟，廟身座北朝南，所在地老地名為三十張犁。
現為北屯區北興里、東光里、三光里的公廟，大殿內有陳水扁總統贈匾額「護國佑民」永保台疆，更可見信徒對媽祖的信仰與崇拜。
北屯上天宮的歷史淵源，溯自民國50年（1961年）彰化南瑤宮老五媽會北屯之會員林長庚自雕老五媽金身奉祀於其宅，民國62年（1973年）林長庚、林長村兄弟捐獻廟地並發起募建，坐北朝南方向，於當年10月18日入火安座，供奉老五媽，從祀千里眼將軍（金精將軍）、順風耳將軍（水精將軍）並附祀註生娘娘及福德正神。每年三月十二日北屯角會員之「私會」都在這裡舉行。
上天宮建後成為北屯的公廟，北屯區的北興里、三光里、北屯里、東光里及北區的錦州里、錦村里等里都在這裡共祀，但近年來各里各自建廟，三光里有九龍宮，北屯里有水仙宮，上天宮現在是北興里及東光里的公廟，每年正月半「下平安」以及十月半「還平安」都以這兩里為祭祀範圍。農歷三月二十三日媽祖誕辰、農歷七月二十二日中元普渡為大型祭典，廟宇的組織型態為管理委員會制。

## 交通
廟址位於台鐵太原車站附近，下車站往西徒步5分鐘內可抵達。

## 神明祭典
- 天上聖母：農曆三月二十三日
- 註生娘娘：農曆三月二十日
- 福德正神：農曆八月十五日

## 周邊景點
- 大台中環保市場
- 太原車站
- 旱溪

## 外部連結
- 湄州媽祖祖廟
- 網路拜拜-全國宮寺廟搜索（页面存档备份，存于）